# Декаполис (Ближний Восток)
Декаполис (др.-греч.: δέκα, десять; πόλις, город; в славянском и русском переводе Библии — Десятиградие) — группа из десяти античных городов восточнее Иорданской долины, с юго-западного плато Голанских высот до современного Аммана. Города не образовывали союз и не были политическим объединением, но являлись группой на базе языка, культуры, расположения и политического статуса. Города Декаполиса являлись центрами греческой и римской культуры на фоне окружающей семитской (набатейской, арамейской, иудейской). Каждый город имел определённую степень автономии и самоуправление.

## Города
Старейшее перечисление даётся в трудах Плиния Старшего (Естественная история 5.16):
- Дамаск, столица современной Сирии. Дамаск был значительно севернее других городов и, по мнению некоторых, являлся «почетным членом».
- Филадельфия (Равва Аммонитская), современный Амман, столица Иордании.
- Рафана (Абила) на территории современной Иордании.
- Скифополь, современный Бейт-Шеан, на территории Израиля.
- Гадара, на территории современной Иордании.
- Гиппос, на территории современного Израиля.
- Дион, на территории современной Иордании.
- Пелла, на территории современной Иордании.
- Гераса, современный Джараш, Иордания.
- Каната, на территории современной Сирии.

По другим источникам, число городов-членов Декаполиса достигало восемнадцати или даже девятнадцати.
Птолемей дополнительно называет Лисаниас.

## Эллинистический период
Кроме Дамаска, города Декаполиса были в основном основаны в эллинистический период, в промежутке после смерти Александра Великого в 323 году до н. э. и до римского завоевания Сирии в 63 году до н. э.. Некоторые из них были образованы при династии Птолемеев, управляющей регионом до 198 года до н. э., другие были основаны позже, при династии Селевкидов. Названия некоторых городов включали «Антиохия» или «Селевкия» в своих названиях (например, «Антиохия-Гиппос»), что свидетельствует о селевкидских корнях. Города были созданы или преобразованы по греческому образцу, моделируя собой греческие полисы.
Декаполис был регионом пересечения двух культур: колониальной греческой и местной семитской. Это зачастую приводило к конфликтам. Греки были шокированы практикой обрезания, а семиты были не согласны с доминирующим и ассимилирующим характером эллинистической цивилизации.
С другой стороны, в регионе имело место культурное смешение и заимствование. Некоторые местные языческие божества стали называться Зевсами, по имени верховного бога греческого пантеона. В то же время, сами греки стали поклоняться местным «Зевсам» наряду со своим собственным Зевсом Олимпийским. Есть свидетельства, что колонисты адаптировались к поклонению и другим местным языческим божествам, включая финикийских богов и верховного бога набатеев Душара (Дусарес в эллинизированом варианте). Поклонение этим семитским божествам подтверждается монетами и надписями из городов.
С точки зрения культуры, в эллинистический период эти города значительно отличались от окружающего региона; Иосиф Флавий называет некоторые из них в списке языческих городов Иудеи до римского завоевания. Термин «Декаполис» мог уже быть в использовании для обозначения этих городов в эллинистический период. Однако в большинстве случаев термин «Декаполис» ассоциируется с периодом после римского завоевания в 63 году до н. э.
После ввода войск на территорию Сирии, римский военачальник Помпей объявил бывшие владения Селевкидского государства в Сирии римской провинцией «Сирия». Помпей оказал особое покровительство греческим городам, урегулировал отношения и с сохраненными им некоторыми династами. Будучи в Сирии, Помпей вмешался в борьбу двух претендентов династии Хасмонеев на верховную власть в Иудее. Он принял сторону одного из них — Гиркана, пленив его противника Аристобула II.
63 г. до н. э. стал эпохальным для городов Декаполиса. Именно от этого момента и последующие века, на протяжении римского и византийского периодов, греческие города вели отсчёт лет.

## Римский Декаполис
Римские правители хотели, чтобы римская культура процветала в самых отдаленных уголках империи, каким в ту пору была восточная Палестина. Поэтому они поощряли развитие этих десяти городов, позволяя им некоторую политическую автономию под римской протекцией. Каждый город функционировал как полис или город-государство, с юрисдикцией над близлежащими поселениями. В каждом городе чеканили свои монеты. На множестве монет из городов Декаполиса эти города обозначены как «автономные», «свободные», «суверенные» или «священные». Такие термины могли употребляться, только если в городах была некоторая степень самоуправления.
Римляне в значительной степени оставили печать своей культуры во всех этих городах. Каждый из них в конечном счете был выстроен в римском стиле, с сеткой улиц вокруг центральных кардо и/или декумануса. Римляне выделяли средства на постройку разных храмов и других общественных сооружений, характерных для империи. Имперский культ, поклонение римскому императору были обычными в городах Декаполиса и были общей чертой, объединяющей эти разные города. Небольшая разновидность храма, посвященного императору, который назывался Калиби, была уникальна в регионе.
Города также извлекали выгоду из крепких экономических связей, поддерживемых сетью новых римских дорог. Это привело к обозначению Декаполиса в наши дни как «лига» или «федерация». Декаполис никогда не был политическим или экономическим объединением; это была просто совокупность городов-государств, извлекающих пользу из особой автономии в эпоху начала римского господства.

## Десятиградие в Библии
Новозаветные тексты упоминают окрестности Декаполиса как место проповедей Иисуса (Мф. 4:25). Декаполис был одним из немногих регионов, куда путешествовал Иисус, где языческое население составляло большинство. В основном, учение Иисуса было адресовано еврейскому меньшинству, жившему в пределах Десятиградия. Евангелист Марк (5:1—10) подчёркивает языческий характер Декаполиса, где Иисус встречает стадо свиней в 2000 голов — животных, запрещённых кашрутом (еврейскими религиозными диетарными правилами) в пищу, которых там разводили.

## Позднейшие годы
Термин «Декаполис» выходит из использования после того, как император Траян присоединяет провинцию Каменистая Аравия к Римской империи во втором веке н. э. Новая провинция была восточнее Палестины, таким образом Декаполис перестал быть греко-романским культурным форпостом. Вдобавок, города попали в различные римские провинции: Сирия, Палестина Секунда и Каменистая Аравия. Однако Декаполис оставался важным культурным регионом на востоке империи, даже после выхода термина из употребления. Города продолжали отличаться, выделяясь хотя бы использованием Помпеанского календаря. Историки и археологи часто называют «города Декаполиса» и «регион Декаполиса», даже имея в виду более поздние периоды.
Римский и византийский Декаполис со временем стал христианским. Некоторые города оказались более восприимчивыми к новой религии, чем другие. Пелла была базой для некоторых ранних церковных лидеров (Евсевий Кесарийский пишет, что двенадцать апостолов спасались там во время Иудейской войны). В других городах язычество продолжало существовать вплоть до византийской эпохи включительно. В конечном счете, однако, регион становится почти полностью христианским, и почти во всех городах образовались епископства.
Большинство городов продолжали существовать в поздний римский и византийский периоды. Некоторые были покинуты после захвата Палестины Омейядами в 641 году, но другие города сохранили население и в исламский период.

## Раскопки
Джараш (Гераса) и Бей-Шеан (Скифополис) существуют как города по сей день, а Дамаск и Амман (Филадельфия) стали важными центрами и столицами государств. Археологи двадцатого века обнаружили большинство других городов, и во многих из них ведутся раскопки.